# Lödersdorf
Lödersdorf  är en ort i  kommunen Riegersburg i Österrike. Den ligger i distriktet Südoststeiermark i förbundslandet Steiermark.
Den består formellt av två Ortschaften:
- Lödersdorf I (685)
- Lödersdorf II (126)

Lödersdorf var tidigare en självständig kommun, men blev den 1 januari 2015 en del av kommunen Riegersburg.